# Nicolea longibranchia
Nicolea longibranchia är en ringmaskart som beskrevs av Maurice Caullery 1944. Nicolea longibranchia ingår i släktet Nicolea och familjen Terebellidae. Inga underarter finns listade i Catalogue of Life.